# エターナルリターン (ゲーム)
『エターナルリターン』は、ニンブル・ニューロンが開発しカカオゲームズによって配信されたマルチプレイヤーバトルロイヤルゲーム。2020年10月14日に早期アクセス版のサービスを開始。SteamとMicrosoft Storeを通じてMicrosoft Windows向けに提供されており、Xboxコンソール版とモバイル版も開発中である。

## 概要
本作品の特徴は、マルチプレイヤーオンラインバトルアリーナとサバイバルゲーム要素のミックスである。プレイヤーはすでにリリースされているキャラクターの中から1人を選び、17人の他のプレイヤーと共にルミアと呼ばれる島でサバイバルバトルを繰り広げ、最後に残ったプレイヤーが勝者となる。

## ゲームシステム
24人のプレイヤーが島にスポーンされ、対戦する。バトルロイヤルの仕組みが採用されており、従来のクローズドサークルの代わりに、マップのさまざまなエリアを制限エリアとしてマーキングしている。プレイヤーは他のプレイヤーあるいはマップ上のユニークポイントから素材を集め、より強い武器や装備を作る。マルチプレイヤーオンラインバトルアリーナゲームと同様に、異なるスキルや能力を持つ複数のプレイアブルキャラクターが存在する。最後に生き残ったプレイヤーまたはチームが勝者となる。

## ストーリー
ルミア・アイランドという島を舞台としている。AGLAIAと呼ばれる科学組織がエリート種族を作り出すため、人間を被験者とした実験を主催している。実験のたびに被験者は記憶を消される。

## 開発
エターナル・リターンは韓国のニンブル・ニューロンによって、Unityで開発されている。
2021年にカカオゲームズと提携し、韓国国内にてサービスイン。同年、K-popグループaespaを起用したミュージックビデオをカカオゲームズクライアントの国内ローンチ用に制作発表した。